# Ревова
Ре́вова — село Петровірівської сільської громади у Березівському районі Одеської області, Україна. Населення становить 368 осіб.

## Історія
1 лютого 1945 р. село Васерівка Ворошиловської сільради перейменували на Ревова.

## Населення
Згідно з переписом УРСР 1989 року чисельність наявного населення села становила 371 особа, з яких 163 чоловіки та 208 жінок.
За переписом населення України 2001 року в селі мешкали 364 особи.

### Мова
Розподіл населення за рідною мовою за даними перепису 2001 року:
| Мова       | Відсоток |
| ---------- | -------- |
| українська | 92,66 %  |
| російська  | 3,80 %   |
| молдовська | 1,90 %   |
| гагаузька  | 0,82 %   |
| білоруська | 0,54 %   |
| інші       | 0,28 %   |